# Elachista krogeri
Elachista krogeri is een vlinder uit de familie grasmineermotten (Elachistidae). De wetenschappelijke naam is voor het eerst geldig gepubliceerd in 1976 door Svensson.
De soort komt voor in Europa.